# ريتشارد إيفانز (لاعب كريكت)
ريتشارد إيفانز (11 أكتوبر 1914 في جنوب أفريقيا - 29 مايو 1943) (بالإنجليزية: Richard Evans)‏ هو لاعب كريكت جنوب أفريقي. لعب مع Border (cricket team) ‏.

## وصلات خارجية
- ريتشارد إيفانز على موقع إي آس بي آن كريك إنفو (الإنجليزية)